# Лав, Сара
Сара Лав (англ. Sara Luvv; род. 1 марта 1994 года, Калифорния, США) — американская порноактриса. Лауреат премии AVN Awards в категории «Лучшая актриса года» (2018).

## Карьера
Имеет немецко-ирландско-сальвадорское происхождение. Выросла в Южной Калифорнии. Потеряла девственность в 14 лет с соседским шестнадцатилетним парнем, с которым встречалась её старшая сестра.
Для того, чтобы заработать, начала со съёмок на веб-камеру вместе со своим парнем, военнослужащим морской пехоты. Позднее её парень также стал порноактёром, взяв себе псевдоним Джейк Тейлор, и снялся с ней в первых десяти сценах. Начала карьеру в порноиндустрии в ноябре 2012 года в возрасте 18 лет со съёмок сцен мастурбации для студии ATK. На протяжении трёх месяцев снималась только в лесбийских сценах и сценах мастурбации. В феврале 2013 снялась в сцене с парнем для студии Naughty America. В июне 2015 года впервые снялась в сцене анального секса в фильме Super Cute 3 студии Hard X. А в декабре того же года впервые снялась в сцене межрасового секса для Dark X. Её отец и мать поддержали карьеру дочери.
В феврале 2016 года была названа порносайтом Girlsway девушкой месяца.
Вместе с Анникой Элбрайт и Миком Блу стала в январе 2017 года обладательницей премии XBIZ Award в категории «Лучшая сцена секса — полнометражный фильм» (за фильм Babysitting the Baumgartners). На церемонии AVN Awards в конце января 2018 года за работу в фильме The Faces of Alice была награждена премией в категории «Лучшая актриса года».
По данным на май 2018 года, снялась в более чем 370 фильмах для взрослых.

## Награды и номинации
| Год  | Награда         | Результат | Категория | Фильм                                                          |
| ---- | --------------- | --------- | --- | -------------------------------------------------------------- |
| 2015 | AVN Award       | Номинация | Лучшая лесбийская групповая сцена (вместе с Анникой Элбрайт, Даной Деармонд, Картер Круз, Кэти Паркер и Мариной Эйнджел)                                                        | Twisted Fate: A Lesbian Feature                                |
| 2015 | AVN Award       | Номинация | Лучшая сцена триолизма (Д/Д/П) (вместе с Джеймсом Дином и Райли Рид) | Oil Overload 11                                                |
| 2015 | XBIZ Award      | Номинация | Лучшая новая старлетка | н/д                                                            |
| 2015 | XRCO Award      | Номинация | Кремовая мечта года | н/д                                                            |
| 2016 | AVN Award       | Номинация | Лучшая лесбийская групповая сцена (вместе с Ариэлью Икс и Сашей Харт) | Seduction Diaries of a Femme                                   |
| 2016 | AVN Award       | Номинация | Лучшая сцена секса от первого лица (вместе с Диллион Харпер и Дэнни Маунтином)                                                                                                  | Girlfriend Experience 2                                        |
| 2016 | AVN Award       | Номинация | Лучшая сцена секса парень/девушка (вместе с Ксандером Корвусом) | Restraint                                                      |
| 2016 | AVN Award       | Номинация | Награда поклонников: любимая порнозвезда (женщина) | н/д                                                            |
| 2016 | XBIZ Award      | Номинация | Исполнительница года | н/д                                                            |
| 2016 | XRCO Award      | Номинация | Невоспетая сирена года | н/д                                                            |
| 2017 | AVN Award       | Номинация | Исполнительница года | н/д                                                            |
| 2017 | AVN Award       | Номинация | Лучшая актриса | Babysitting the Baumgartners                                   |
| 2017 | AVN Award       | Номинация | Лучшая лесбийская сцена (вместе с Ребел Линн) | Fool For Love                                                  |
| 2017 | AVN Award       | Номинация | Лучшая сцена мастурбации/стриптиза | Babysitting the Baumgartners                                   |
| 2017 | AVN Award       | Номинация | Лучшая сцена секса парень/девушка (вместе с Мандинго) | Her 1st Interracial                                            |
| 2017 | AVN Award       | Номинация | Лучшая сцена триолизма (Д/Д/П) (вместе с Анникой Элбрайт и Миком Блу) | Babysitting the Baumgartners                                   |
| 2017 | DVDerotik Award | Номинация | Исполнительница года | н/д                                                            |
| 2017 | XBIZ Award      | Номинация | Исполнительница года | н/д                                                            |
| 2017 | XBIZ Award      | Номинация | Лучшая актриса — лесбийский фильм | Lesbian Experience: An Unexpected Encounter                    |
| 2017 | XBIZ Award      | Номинация | Лучшая актриса — полнометражный фильм (вместе с Анникой Элбрайт) | Babysitting the Baumgartners                                   |
| 2017 | XBIZ Award      | Номинация | Лучшая сцена секса — виньетка (вместе с Тони Рибасом) | Fantasies                                                      |
| 2017 | XBIZ Award      | Победа    | Лучшая сцена секса — полнометражный фильм (вместе с Анникой Элбрайт и Миком Блу)                                                                                                | Babysitting the Baumgartners                                   |
| 2017 | XBIZ Award      | Номинация | Лучшая сцена секса — полнометражный фильм (вместе с Миком Блу) | Babysitting the Baumgartners                                   |
| 2017 | XRCO Award      | Номинация | Лучшая актриса | Babysitting the Baumgartners                                   |
| 2018 | AVN Award       | Победа    | Лучшая актриса | The Faces of Alice                                             |
| 2018 | AVN Award       | Номинация | Лучшая лесбийская групповая сцена (вместе с Бри Дэниелс, Далией Скай, Дарси Дольче, Каденс Люкс, Кимми Грейнджер, Кристен Скотт, Мелиссой Мур, Сереной Блэр и Эй Джей Эпплгейт) | The Faces of Alice                                             |
| 2018 | AVN Award       | Номинация | Лучшая сцена секса в виртуальной реальности (вместе с Миком Блу) | Being Mr. B: A Baumgartner Fantasy                             |
| 2018 | Fleshbot Award  | Номинация | Лучшая анальная сцена (вместе с Мануэлем Феррарой) | Bang Gonzo Sara Luvv In Lingerie Getting Ass Fucked And Cum On |
| 2018 | XBIZ Award      | Номинация | Лучшая актриса — комедийный фильм | The Faces of Alice                                             |
| 2018 | XBIZ Award      | Номинация | Лучшая сцена секса — комедия (вместе с Бри Дэниелс) | The Faces of Alice                                             |
| 2018 | XBIZ Award      | Номинация | Лучшая сцена секса — только девушки (вместе с Бри Дэниелс) | The Faces of Alice                                             |

## Избранная фильмография
- 2012 — Horny Lesbian Sisters
- 2013 — Teen Tryouts Audition 60
- 2014 — Father Figure 6[20]
- 2014 — Couples Seeking Teens 16
- 2014 — My Daughter’s Boyfriend 10
- 2015 — Super Cute 3[21]
- 2015 — Mother-Daughter Affair 2[22]
- 2015 — Girls Kissing Girls 18
- 2016 — Pledge
- 2016 — Missing: A Lesbian Crime Story
- 2016 — Anal Models 2
- 2017 — Mom Knows Best 2